# 电子词典

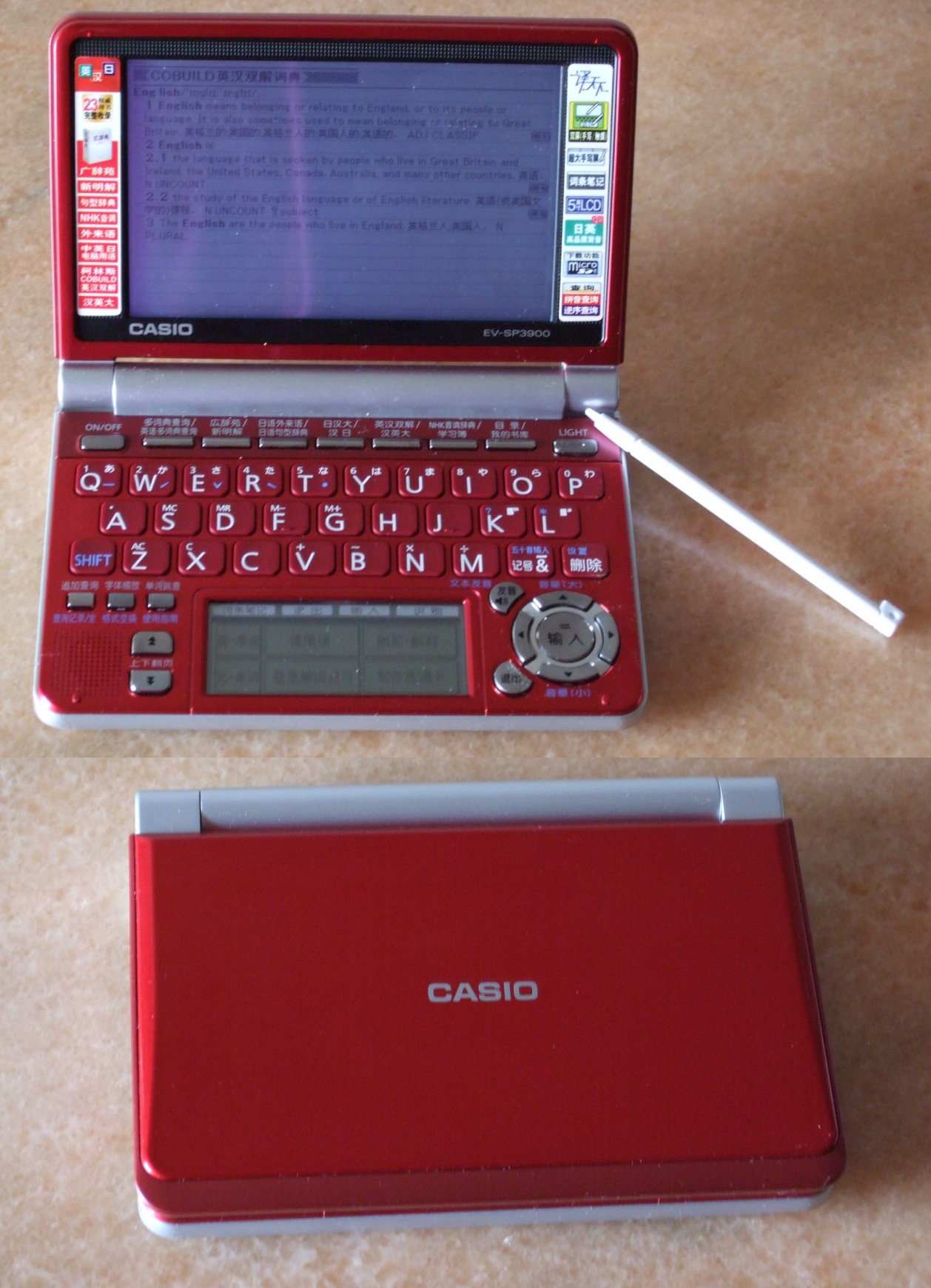
卡西歐推出的可輸入簡體中文电子词典

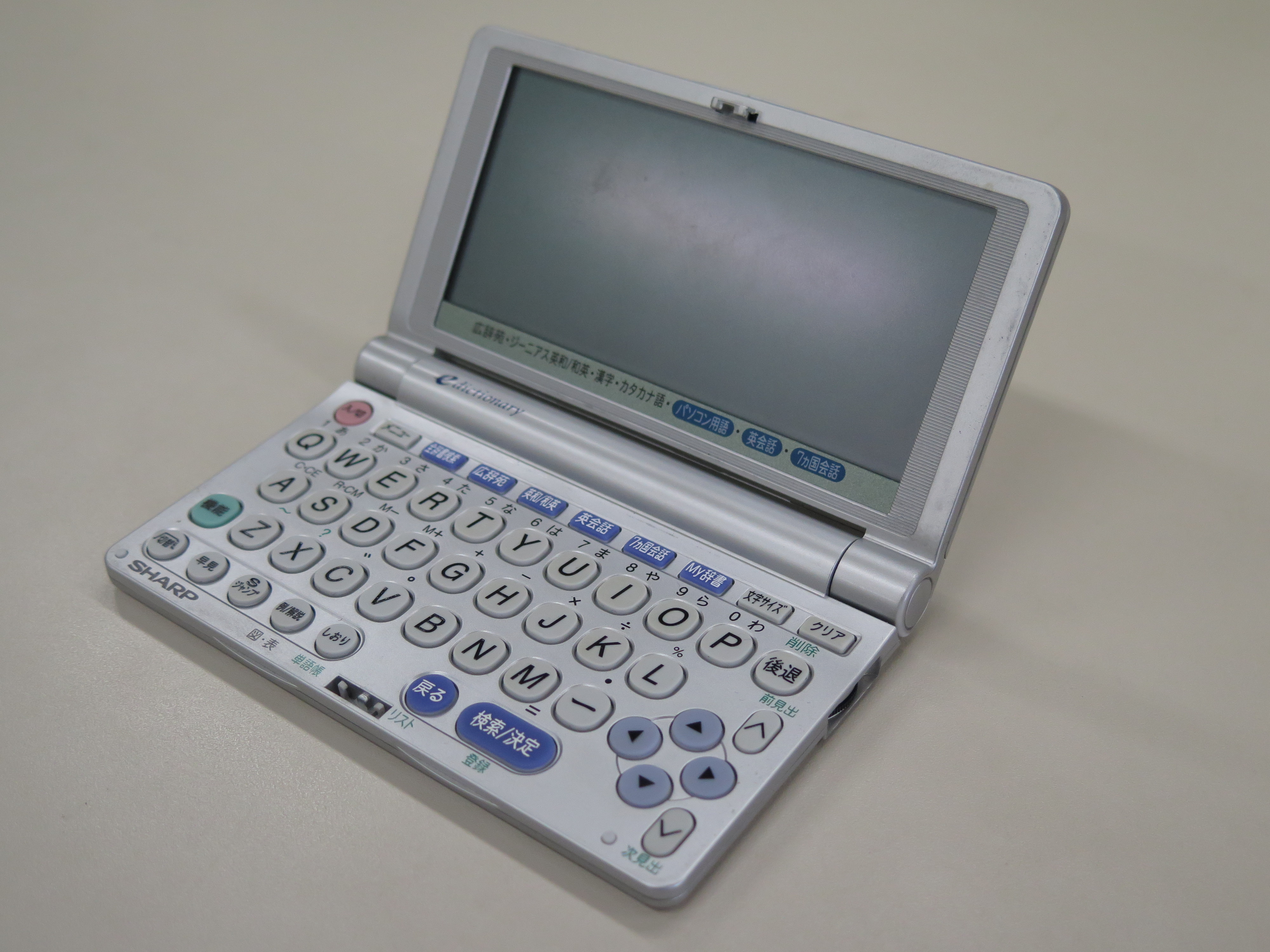
夏普推出的日文基电子词典

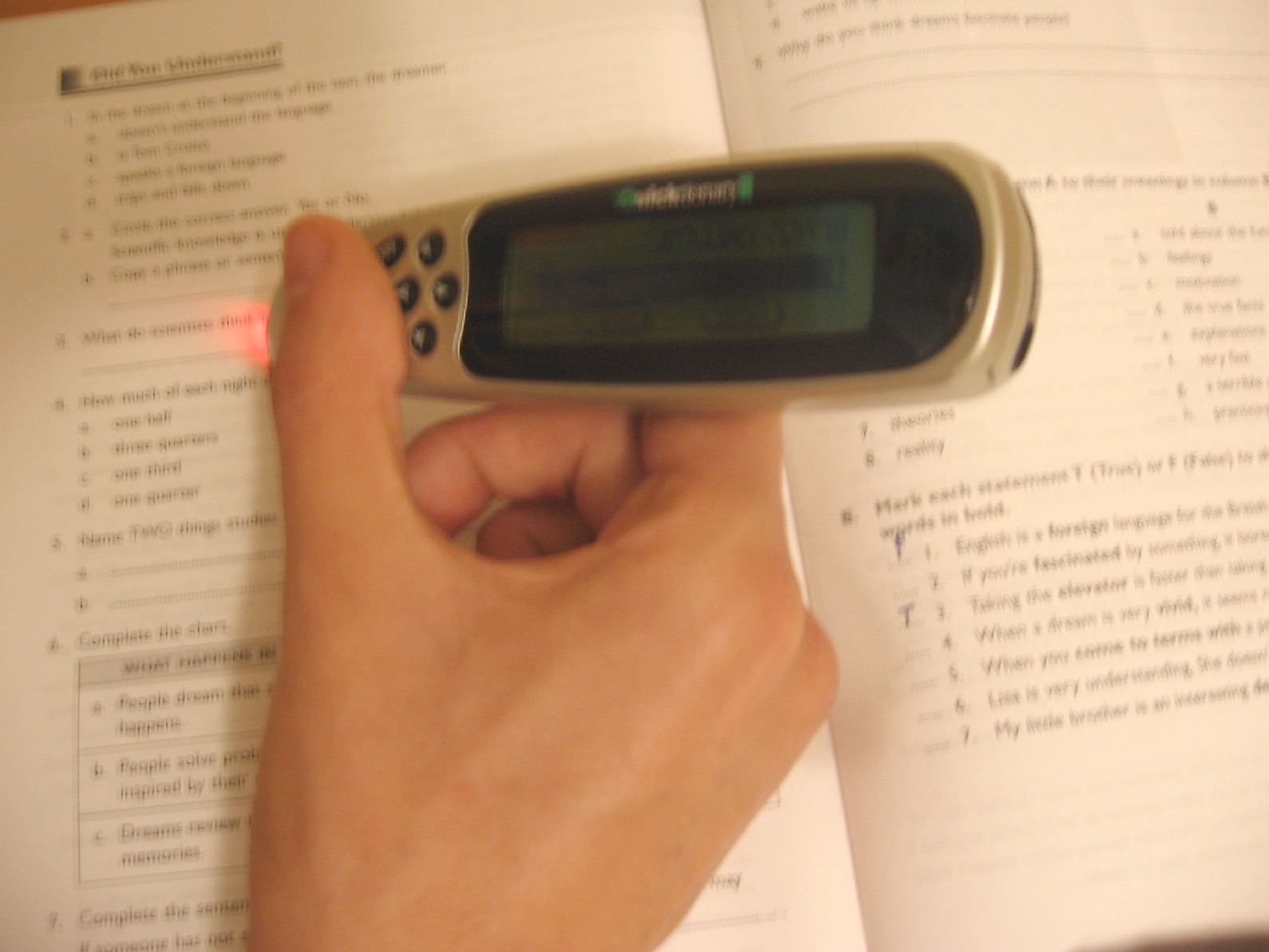
OCR光學掃描式电子词典

电子词典（英語：electronic dictionary，或称电子辞（字）典、字典機與翻譯機），是一种类似个人数码助理（PDA）的手持电子设备，以查词典和英语学习为主要功能。同时也兼具一些辅助工作和娱乐的功能。

## 发展历史
最早只有非常简单的查词典与计算器等功能，键盘和屏幕设计在一起，使得显示屏非常小，只可现实简单译文，词典资料也不可更新。
随后的主流设计一般屏幕和键盘分开布置，如同小型的笔记本电脑式样。随着技术的提升，有的往小型化发展，体积如同信用卡大小，有的则体现为更大更清晰的屏幕，更大的容量足以内置获得授权的大型词典，比如牛津高阶英汉双解词典等。
現在的電子詞典已經發展到可以和手提電話和PDA媲美的功能，更有彩色輕觸式顯示屏、MP3音樂播放、短片播放、以WiFi連接互聯網等廣泛功能。

## 主要功能
- 词典：这是最基本的功能。早期以厂家自行编录的词典为主，后期逐步让位给出版社授权的词典，如牛津、朗文等。
- 发音：有录音和合成两种。合成又分TTS（Text to Speech）和切分音节两类。
- 通讯方式：早期以RS232为主，称之为PC LINK。后期USB逐渐增多。
- 学习：有单词记忆、听说跟读、资料阅读等。
- 記事：常有備忘記事、電話簿、日曆、世界時間查詢等功能。
- 計算：除基本運算外，亦有各種科學計算功能、單位換算和世界貨幣換算等功能。

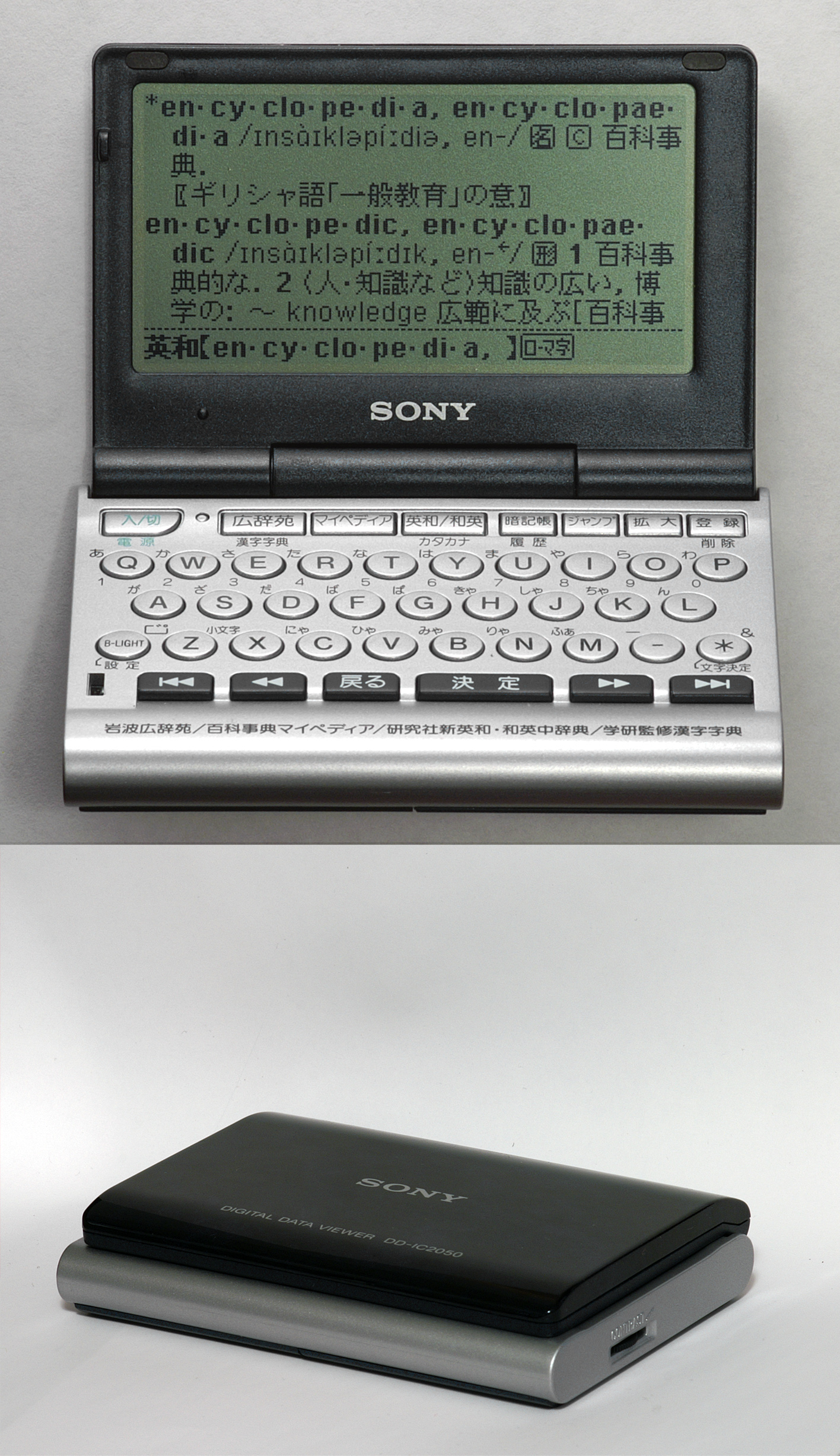
SONY微型词典

- 遊戲：學習時也要休息休息。

## 主要製造商
- 好易通科技（無敵科技股份有限公司，英業達集團下子公司）
- 快譯通（權智(國際)有限公司）
- 哈電族（遠見科技股份有限公司）
- 译天下（卡西歐）
- 快易典（深圳市快易典电子技术有限公司）
- 文曲星（北京金远见电脑技术有限公司）[1]
- 名人（名人电脑科技有限公司）
- 步步高（广东步步高电子工业有限公司）
- 诺亚舟